# Andrea O’Brien
Andrea O’Brien (* 1967 in Wilhelmshaven) ist eine deutsche literarische Übersetzerin.

## Leben
Andrea O’Brien studierte Anglistik und Germanistik an der RWTH Aachen und am Trinity College Dublin und absolvierte nach einigen Jahren beim Carl Hanser Verlag den Aufbaustudiengang „Literarisches Übersetzen“ an der LMU München. O’Brien übersetzt Belletristik und Sachtexte aus dem Englischen und wurde für ihre Arbeit mehrfach ausgezeichnet, unter anderem mit dem Übersetzerstipendium des Freistaats Bayern 2016 (für ihre Übersetzung des Romans Eine fast perfekte Ehefrau von Jonathan Evison) und dem Münchner Literaturstipendium 2019 für ihre Übersetzung des Romans Was wir voneinander wissen von Jessie Greengrass. 2023 erhielt sie erneut ein Arbeitsstipendium des Freistaats Bayern für literarische Übersetzer, diesmal für die Übersetzung von Unsettled Ground von Claire Fuller.
Neben ihrer übersetzerischen Arbeit gibt Andrea O’Brien Workshops und Seminare, betreibt einen Blog, auf dem sie noch nicht ins Deutsche übersetzte englischsprachige Spannungsliteratur vorstellt, und sie schreibt für das Online-Kulturmagazin CulturMag.
O’Brien lebt und arbeitet in München und ist Vorstandsmitglied des Münchner Übersetzer-Forums. Sie ist Mitglied im Verband deutschsprachiger Übersetzer literarischer und wissenschaftlicher Werke, VdÜ.

## Übersetzungen (Auswahl)
- Louise Meriwether: Eine Tochter Harlems. Rowohlt Verlag, Hamburg 2023, ISBN 978-3-499-01295-2
- Rónán Hession: Leonard und Paul. Woywod & Meurer. Köln 2023, ISBN 978-3-00-073756-5
- Dana Spiotta: Unberechenbar. Kjona Verlag, München 2023, ISBN 978-3-910372-00-9
- Hayley Scrivenor: Dinge, die wir brennen sahen. Eichborn 2023, ISBN 978-3-8479-0115-0
- Jessie Greengrass: Und dann verschwand die Zeit. KiWi, Köln 2023, ISBN 978-3-462-00196-9
- Jessie Greengrass: Was wir voneinander wissen. KiWi, Köln 2020, ISBN 978-3-462-05172-8
- Woody Allen: Ganz nebenbei. Rowohlt Verlag, Hamburg 2020 (mit mehreren Übersetzenden), ISBN 978-3-498-00222-0
- Megan Rapinoe: One Life. Goldmann, München 2020 (mit mehreren Übersetzenden), ISBN 978-3-442-31621-2
- Michelle Obama: Becoming. Goldmann, München 2018 (mit mehreren Übersetzenden), ISBN 978-3-442-31487-4
- Jonathan Evison: Eine fast perfekte Ehefrau. KiWi, Köln 2017 (ausgezeichnet mit dem Übersetzerstipendium des Freistaats Bayern[1]), ISBN 978-3-462-04825-4
- Candice Fox: Dark. Berlin 2020 (Platz 1 auf der Krimibestenliste[6]), ISBN 978-3-518-47101-2
- Candice Fox: Missing Boy. Suhrkamp, Berlin 2019, ISBN 978-3-518-47011-4